# 松潘翠雀花
松潘翠雀花（学名：Delphinium sutchuenense）是毛茛科翠雀属的植物，为中国的特有植物。分布于中国大陆的甘肃、四川等地，生长于海拔2,800米的地区，多生于山地丛林中及草地，目前尚未由人工引种栽培。

## 异名
- Delphinium sungpanense W. T. Wang